# Коропатва Сергій Павлович
Коропатва Сергій Павлович — український художник-авангардист.

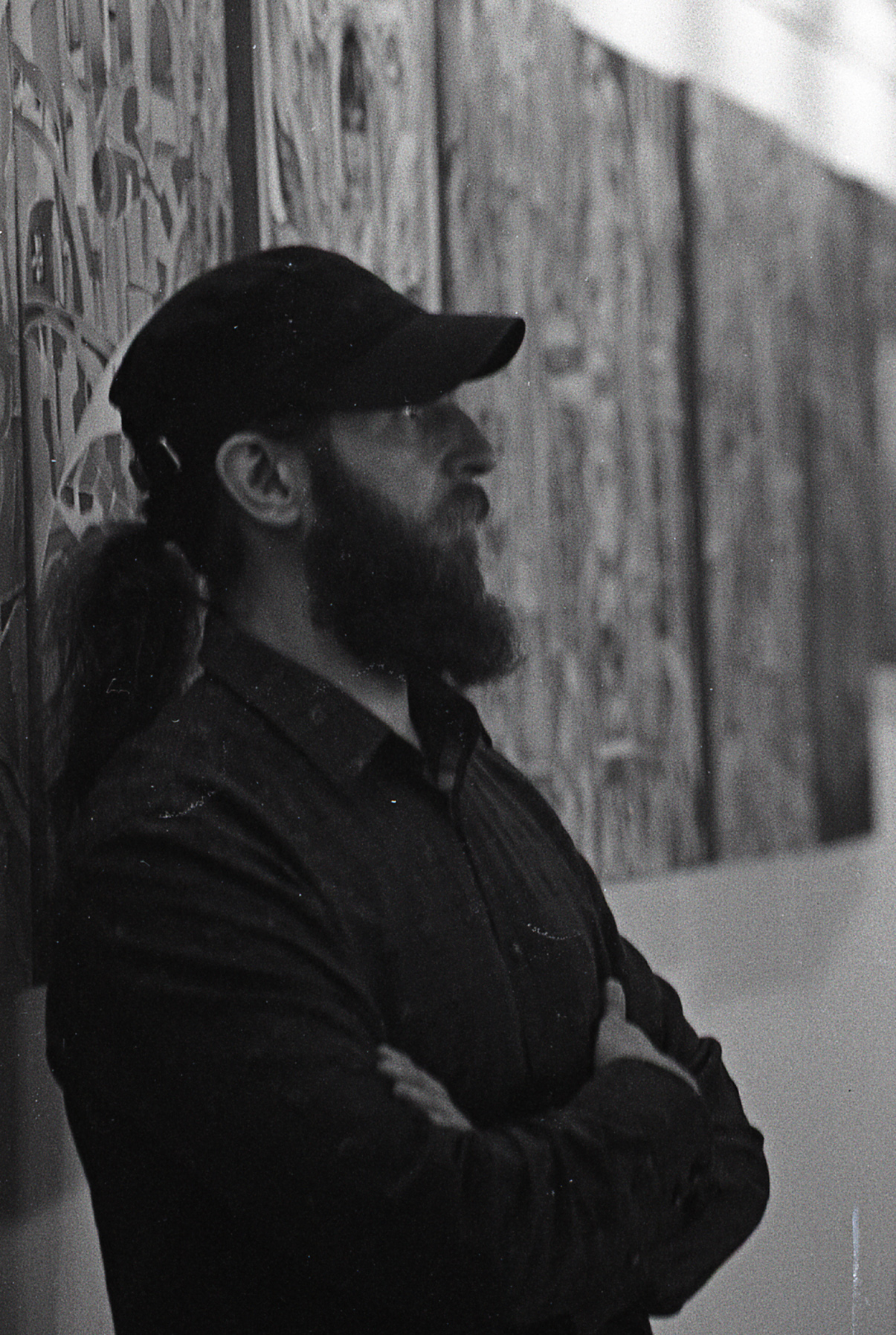
На відкритті першої персональної виставки м. Кам'янець-Подільський, 2021 рік фотограф Роман Уваровhttps://www.instagram.com/rom8foto/

## Біографія
Народився 20 вересня 1986 р. в місті Городок Хмельницької обл. У 1993-2003 р. навчався у ЗОШ №4 м. Городка (тепер Городоцький ліцей №4).
З 2000 по 2003 рр. навчався у Городоцькій художній школі. З 2004 р. навчався в Кам'янець-Подільському національному університеті імені Івана Огієнка, педагогічного факультету за спеціальністю «Образотворче мистецтво», який успішно закінчує у 2009 році.
У Кам’янці-Подільському розкрився творчий потенціал митця. Він замальовує місто у своїх роботах в різних техніках. Захоплюючись технікою "холодний батик", розробив власний впізнаваний стиль у авангардному колориті, що є унікальним у сучасному мистецтві. Зумів досягнути значних успіхів у своїх подальших картинах, в яких знайшов чимало поціновувачів у мистецькому середовищі. Також часто експериментує у різних техніках.
Створює авангардні твори на полотнах в техніці: холодний батик та олійний живопис. Пробує себе, як портретист, дуже в особливому характеру подання схожості. Його стилізовані портрети створені на папері яскравими маркерами. На перший погляд прості, але вражають своєю витонченістю. Роботи знаходяться в приватних колекціях в Україні та за кордоном (Італія, Франція, Австралія, США та ін.).

## Виставки
У 2011, 2012, 2013 роках бере активну участь у спільних виставках з різними художниками міста "Моє місто - любов моя!" (м. Кам’янець-Подільський)
В 2020 - 2021 роках бере участь у спільних виставках з художниками: "Кам'янецька весна" та ін.
У 2021 році до дня незалежності України в місті Кам’янець-Подільський відбулось відкриття першої персональної виставки митця. 
У жовтні 2021 р. - виставка в Городоцькому краєзнавчому музеї "Екзистенція кольору".

## Посилання

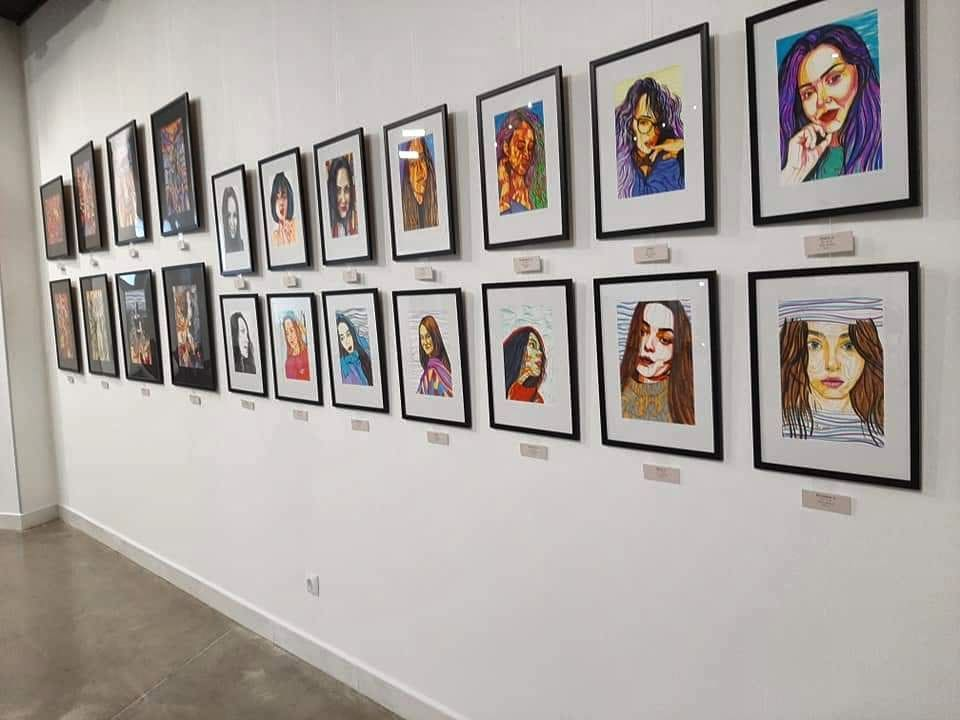
Персональна виставка у G-Museum 2021 р.